# Manuel Delicado Muñoz
Manuel Delicado Muñoz (Sevilla, 1901 - 20 de gener de 1980) va ser un polític andalús, dirigent del Partit Comunista d'Espanya (PCE).
Treballava fabricant taps de suro i va militar des de molt jove en la Confederació Nacional del Treball, però políticament, i gràcies a la influència de José Díaz, es va decantar pel comunisme i el 1926 va ingressar en el PCE. Quan José Díaz assolí la secretaria general el 1932 el va nomenar membre del seu Comitè Central. El cop d'estat del 18 de juliol de 1936 el va sorprendre a Sevilla, on juntament amb el comunista Saturnino Barneto Atienza va intentar aturar als colpistes dirigits per Gonzalo Queipo de Llano. Aconseguí fugir a Madrid i durant la Guerra Civil espanyola va arribar a ser Director General del Ministeri d'Agricultura. En acabar la guerra el 1939 es va exiliar a Xile i va ser membre del Comitè Executiu del PCE a l'exili.
Va tornar Sevilla en 1976 i en 1979, al IX Congrés del PCE, va ser nomenat President de la Comissió Central de Garanties i Control. Va morir d'una embòlia al seu domicili sevillà el gener de 1980.